# مقاطعة مولتنوماه (أوريغون)
مقاطعة مولتنوماه (بالإنجليزية: Multnomah County)‏ هي إحدى مقاطعات ولاية أوريغون في الولايات المتحدة الأمريكية.

## أعلام
- ديبي غود
- ريتشارد إل. نويبيرغر